# Hoya tsiangiana
Hoya tsiangiana är en oleanderväxtart som beskrevs av Ping Tao Li. Hoya tsiangiana ingår i släktet Hoya och familjen oleanderväxter. Inga underarter finns listade i Catalogue of Life.